# Gesellschaft bürgerlichen Rechts (Deutschland)
Bei der Gesellschaft bürgerlichen Rechts (Abkürzung GbR oder BGB-Gesellschaft, seltener auch GdbR) handelt es sich nach deutschem Gesellschaftsrecht gemäß § 705 des Bürgerlichen Gesetzbuchs (BGB) um einen Zusammenschluss mindestens zweier Rechtssubjekte als Gesellschafter, die sich durch einen Gesellschaftsvertrag gegenseitig verpflichten, die Erreichung eines gemeinsamen Zwecks in der durch den Vertrag bestimmten Weise zu fördern.
Die Gesellschaft bürgerlichen Rechts stellt die einfachste und allgemeinste Form der Personengesellschaft des deutschen Gesellschaftsrechts dar. Auf ihr bauen mehrere Gesellschaftsformen mit spezifischeren Anwendungsbereichen auf, etwa die Offene Handelsgesellschaft (OHG) und die Kommanditgesellschaft (KG).
Die GbR besitzt wegen ihrer weit gefassten Merkmale in der Praxis zahlreiche Erscheinungsformen. So sind etwa Zusammenschlüsse von Freiberuflern zu einer Gemeinschaftspraxis oder Sozietät häufig in Form einer GbR organisiert. Auch vorhabenbezogene Zusammenschlüsse von Bauunternehmen als Arbeitsgemeinschaften oder Joint-Ventures stellen oft BGB-Gesellschaften dar. Schließlich besitzen auch informelle Zusammenschlüsse wie Wohngemeinschaften, Fahrgemeinschaften und Musikkapellen als Gelegenheitsgesellschaften des täglichen Lebens regelmäßig die Rechtsform einer GbR, insoweit die Gesellschafter die Gesellschaft nach außen vertreten. Innengesellschaften wie Spielgemeinschaften von Brettspielen oder Wandergruppen oder Arbeitsgruppen, beanspruchen kein Vertretungsrecht für die entstandene Gesellschaft nach außen und sind daher keine GbR.
Die Fiktion einer (Außen-)Gesellschaft an natürlichen Personen als eigene juristische Person macht diese rechtsfähig, dient aber auch der Vereinfachung von Rechtsverfahren, da im Rechtsverkehr sonst die jeweilige individuelle Haftung der beteiligten Personen geklärt werden müsste. Trotzdem war diese Handhabung in der Rechtspflege umständlich und in der Rechtswissenschaft sogar umstritten. Mit der Möglichkeit der Eintragung einer GbR in das Gesellschaftsregister, das 2024 eingeführt wurde, wird der bisherige Umgang mit der Rechtsfiktion dahingehend vereinfacht, dass die GbR diese durch eine Eintragung selbst ablösen kann.

## Entstehungsgeschichte
Vor der Gründung des Deutschen Kaiserreichs wurde das deutsche Personengesellschaftsrecht maßgeblich durch das Allgemeine Deutsche Handelsgesetzbuch (ADHGB) von 1861 geprägt. Dieses regelte in Art. 85–149 ADHGB die OHG als Grundtyp der Personengesellschaft. Diese zeichnete sich dadurch aus, dass sich mehrere Rechtsträger zum Betrieb eines kaufmännischen Gewerbes zusammenschlossen.

### Entwicklung der GbR

Levin Goldschmidt

Nach der Reichsgründung bemühte sich der deutsche Gesetzgeber um eine einheitliche Kodifikation des deutschen Zivilrechts. Hierzu begann er mit der Entwicklung des BGB. Die Verfasser des BGB, insbesondere Levin Goldschmidt, wollten die Handelsgesellschaften weiterhin dem Handelsrecht unterstellen, jedoch auch eine allgemeiner gehaltene Gesellschaftsform im BGB schaffen, die GbR. Hierbei sollte es sich um eine subsidiäre Rechtsform handeln, die nur dann zur Anwendung kommt, wenn kein speziellerer Gesellschaftstyp gewählt werden kann. Dementsprechend sollte das Handelsrecht dahingehend abgeändert werden, dass alle Personengesellschaften auf die GbR als Grundtyp verweisen, deren Vorschriften zur Anwendung kommen, wenn das Handelsrecht keine spezielleren Regelungen vorsieht. Die Verfasser des BGB gingen davon aus, dass die praktische Bedeutung der GbR im Vergleich zu den Handelsgesellschaften gering sein würde. 

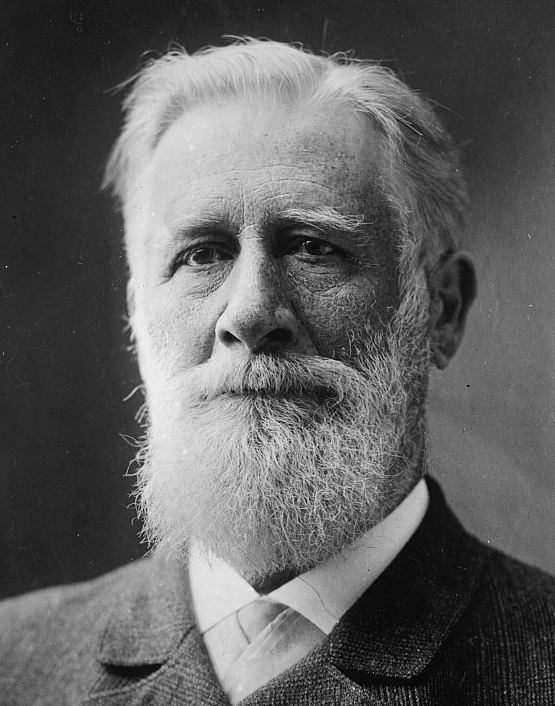
Otto von Gierke

Bei der Entwicklung der GbR orientierten sich die Verfasser des BGB an der societas des römischen Rechts. Hierbei handelte es sich um einen reinen vertraglichen Zusammenschluss. In Anlehnung hieran wurde die GbR im ersten Entwurf des BGB von 1888 im besonderen Schuldrecht geregelt. Der zweite Entwurf von 1895 ergänzte das GbR-Recht um Regelungen zum Gesellschaftsvermögen, bei denen er auf Anregung von Otto von Gierke hin auf die Figur der Gesamthand aus dem deutschen Recht zurückgriff. Die Gesamthand sollte die innere Struktur der GbR verfestigen. Sie wurde jedoch nicht ausdrücklich im Gesetz verankert, sondern lediglich punktuell in mehreren Vorschriften als Motiv zum Ausdruck gebracht. Die Konkretisierung der Gesamthand überließ der Gesetzgeber bewusst der Rechtslehre und -praxis. Hierdurch kam es zu einer Kombination von römisch-rechtlichen und deutschrechtlichen Wurzeln der GbR.

### Weiterentwicklung des GbR-Rechts
Nach Inkrafttreten des BGB im Jahr 1900 wurden die Vorschriften über die GbR seitens des Gesetzgebers nur selten geändert. Die Gesetzeslage wurde in der Rechtswissenschaft jedoch weitgehend als unbefriedigend empfunden. Unklar war insbesondere, wie man die historischen Wurzeln der GbR zu einem kohärenten Konzept deuten konnte, auf welche Weise die GbR am Rechtsverkehr teilnehmen konnte und auf welche Weise ihre Gesellschafter für ihr Handeln hafteten. Auch zeigte sich, dass der GbR in der Praxis ein deutlich größerer Anwendungsbereich zukam, als es die Verfasser des BGB vermuteten.
In der Rechtswissenschaft gab es mehrere Bemühungen, die Regeln über die Personengesellschaften in einem Gesetz zu bündeln, wie es etwa im Schweizer Recht praktiziert wurde. Hierdurch sollten die Regelungsstruktur vereinfacht und die Stimmigkeit der Vorschriften gewährleistet werden. Entsprechende Entwürfe wurden jedoch nicht umgesetzt. Maßgeblich vorangetrieben wurde die Entwicklung des GbR-Rechts demgegenüber durch die Rechtsprechung. Sie betrieb eine umfangreiche Rechtsfortbildung, die zahlreiche Aspekte der Teilnahme der GbR am Rechtsverkehr regelt.
Zum 1. Januar 2024 wurde durch das Gesetz zur Modernisierung des Personengesellschaftsrechts (MoPeG) das Recht der BGB-Gesellschaft umfassend neu geregelt. Nunmehr besteht kein Zweifel an der Unterscheidung zwischen rechtsfähigen Außengesellschaften und nichtrechtsfähigen Innengesellschaften. So ist nun eine Eintragung im Gesellschaftsregister möglich. Die nachfolgenden Ausführungen betreffen noch das bis zum 31. Dezember 2023 maßgebliche Recht.

## Gründung, § 705 BGB
Die Gründung einer GbR erfordert gemäß § 705 BGB einen vertraglichen Zusammenschluss mindestens zweier Rechtssubjekte zur Förderung eines gemeinsamen Zwecks.
Der Gesellschaftsvertrag besitzt zwei Funktionen: Zum einen begründet er ein vertragliches Schuldverhältnis zwischen den Gesellschaftern. Zum anderen erschafft er eine eigenständige Organisationseinheit. Aus der Verknüpfung beider Zwecke folgt, dass das allgemeine Schuldrecht, insbesondere das Leistungsstörungsrecht, auf den Gesellschaftsvertrag lediglich mit durch Rechtsfortbildung entwickelten Modifikationen Anwendung finden kann, da es auf die organisatorische Komponente des Gesellschaftsvertrags nicht hinreichend zugeschnitten ist.

### Vertragsschluss
Gesellschafter einer GbR können natürliche und juristische Personen sowie rechtsfähige Personengesellschaften sein. Ein Minderjähriger kann sich durch Gesellschaftsvertrag verpflichten, wenn sein gesetzlicher Vertreter dem zustimmt; im Regelfall sind dies gemäß § 1626, § 1629 BGB dessen Eltern. Wegen der besonders großen Risiken, die ein Gesellschaftsbeitritt für einen Minderjährigen birgt, ist gemäß § 1643 Absatz 1 BGB, § 1852 Nummer 1 & 2 BGB zusätzlich die Genehmigung des Familiengerichts erforderlich.
Der Abschluss des Gesellschaftsvertrags ist grundsätzlich nicht an eine bestimmte Form gebunden. So kann die Gründung einer Gesellschaft etwa schriftlich, mündlich oder durch schlüssiges Handeln vereinbart werden.
Formpflicht besteht ausnahmsweise, wenn die Beteiligten dies vereinbaren oder der Vertrag ein Element enthält, das für sich genommen formbedürftig ist. So verhält es sich etwa, wenn ein Gesellschafter durch den Gesellschaftsvertrag dazu verpflichtet wird, der GbR ein Grundstück oder ein grundstücksgleiches Recht, beispielsweise ein Erbbaurecht, zu übertragen. Dann bedarf der Gesellschaftsvertrag gemäß § 311b BGB der notariellen Beurkundung. Verstoßen die Gesellschafter hiergegen, ist zunächst lediglich die Abrede nach § 125 S. 1 BGB unwirksam, welche die Formpflicht auslöst. Ob der gesamte Vertrag nichtig ist, beurteilt sich gemäß § 139 BGB danach, ob die Gesellschafter den Vertrag auch ohne die Abrede geschlossen hätten.
Scheitert der Abschluss des Gesellschaftsvertrags, etwa weil ein Beteiligter nicht voll geschäftsfähig ist, der Gesellschaftsvertrag formnichtig ist oder ein Beteiligter einen zur Anfechtung berechtigenden Willensmangel aufweist, kann der Vertrag von Anfang an unwirksam sein. Diese Rechtsfolge bereitet praktische Schwierigkeiten, wenn der Vertrag bereits in Vollzug gesetzt worden ist, etwa durch den Abschluss von Rechtsgeschäften mit Dritten: Die nach der gesetzlichen Systematik vorgesehene Rückabwicklung nach Bereicherungsrecht wäre in der Praxis kaum durchführbar, da die hierfür erforderliche Ermittlung und Bewertung aller Vermögensverschiebungen nur schwer geleistet werden kann. Um dieses Problem zu lösen, wurde in Rechtsfortbildung die Lehre von der fehlerhaften Gesellschaft entwickelt. Hiernach wird der fehlerhafte Gesellschaftsvertrag wirksam und kann lediglich mit Wirkung für die Zukunft aufgekündigt werden. Entsprechendes gilt bei fehlerhafter Änderung eines wirksam zustandegekommenen Gesellschaftsvertrags, etwa im Rahmen des Beitritts eines neuen Gesellschafters.
Kommt es innerhalb einer Personengruppe nicht einmal zu einem unwirksamen Vertragsschluss, kann die Entstehung einer GbR nicht durch die Lehre von der fehlerhaften Gesellschaft fingiert werden. Sofern die Gruppe dennoch im Rechtsverkehr als GbR auftritt oder auf andere Weise den Anschein erweckt, eine GbR zu sein, kann sie allerdings mit ihren Gesellschaftern nach der Lehre von der Scheingesellschaft wie eine GbR haftbar gemacht werden.

### Gesellschaftszweck
Als Gesellschaftszweck kommt grundsätzlich jedes gemeinsame Interesse in Frage, das nicht gegen die Rechtsordnung verstößt. So kann die GbR etwa wirtschaftliche, karitative, religiöse oder ideelle Interessen fördern.
Als Gesellschaftszwecke kommen beispielsweise das gemeinsame Bewohnen einer Wohnung als Wohngemeinschaft und das gemeinsame Wetten als Tippgemeinschaft in Frage. Auch Zusammenschlüsse von Freiberuflern, etwa Anwälten, sind typischerweise als GbR organisiert. Keinen zulässigen Gesellschaftszweck einer GbR stellt demgegenüber das Betreiben eines Handelsgewerbes nach § 1 Abs. 2 des Handelsgesetzbuchs (HGB) dar: Sobald eine GbR einen solchen Zweck verfolgt, wird sie automatisch zur Offenen Handelsgesellschaft (§ 105 HGB) und unterliegt infolgedessen dem Handelsrecht. In der Praxis kann es vorkommen, dass eine GbR durch Betrieb eines Handelsgewerbes zur OHG wird, jedoch etwa aus Unkenntnis ihrer Gesellschafter weiter als GbR firmiert. Dies ändert nichts am tatsächlichen Vorliegen einer OHG.
Die Gesellschafter müssen den Willen haben, sich rechtsverbindlich zur Förderung des gemeinsamen Zwecks zu verpflichten. Fehlt es an einem solchen Rechtsbindungswillen, handelt es sich nicht um eine Gesellschaft, sondern um eine bloße Gefälligkeit. Ob ein Rechtsbindungswille vorliegt, beurteilt sich anhand der Umstände des Einzelfalls.
Durch das Erfordernis des gemeinsamen Zwecks unterscheidet sich die GbR von der Bruchteilsgemeinschaft, bei der mehrere gemeinsam Eigentümer einer Sache sind. Dadurch, dass die Gesellschafter gemeinsam auf die Erreichung des Zwecks hinwirken müssen, unterscheidet sich die GbR weiterhin von partiarischen Rechtsverhältnissen. Hierbei handelt es sich um einen gegenseitigen Vertrag, bei dem eine Partei eine Leistung erbringt und hierfür im Gegenzug am Gewinn des anderen beteiligt wird. Eine häufige Erscheinungsform dieser Geschäftsart ist das partiarische Darlehen.

### Entstehung im Innen- und im Außenverhältnis
Bei der Entstehung einer Gesellschaft wird zwischen dem Innen- und dem Außenverhältnis unterschieden. Ersteres regelt die Beziehungen der Gesellschafter untereinander. Wann die GbR im Innenverhältnis entsteht, richtet sich maßgeblich nach den im Gesellschaftsvertrag getroffenen Vereinbarungen. Im Außenverhältnis setzt die Entstehung der GbR zusätzlich voraus, dass sie nach außen hin tätig wird (§ 719 Absatz 1 1. Alternative BGB). Dies geschieht durch die Aufnahme der Geschäftstätigkeit. Seit 1. Januar 2024 kann eine Gesellschaft bürgerlichen Rechts in das Gesellschaftsregister eingetragen werden (§ 707 Absatz 1 BGB). Mit der Eintragung entsteht diese spätestens auch im Außenverhältnis (§ 719 Absatz 1 2. Alternative BGB).

## Rechts- und Parteifähigkeit der GbR

### Rechtsfähigkeit
Der Begriff Rechtsfähigkeit (einer Person) bezeichnet die Fähigkeit, Träger von Rechten und Pflichten zu sein. Während das Gesetz für andere Rechtsformen die Rechtsfähigkeit ausdrücklich anordnet, so etwa in § 124 HGB für die OHG, fehlte es bis 2023 bei der GbR an einer entsprechenden Regelung. Daher war über einen langen Zeitraum hinweg in der Rechtswissenschaft umstritten, ob die GbR rechtsfähig ist. 

#### Traditionelle Auffassung
Nach der traditionellen Auffassung, die bis 2001 in der Rechtswissenschaft vorherrschte, handelt es sich bei der GbR um ein bloßes Schuldverhältnis zwischen den Gesellschaftern, nicht hingegen um die Grundlage eines Rechtsträgers. Hiernach ist die GbR nicht rechtsfähig. Handeln die Gesellschafter daher für die Gesellschaft, erwerben sie für sich selbst und ihre Mitgesellschafter Rechte und Pflichten. Kraft des Gesellschaftsvertrags sind sie zu einer Gesamthandsgemeinschaft verbunden, die ihnen Beschränkungen im Umgang mit dem Erworbenen auferlegt.
Für diese Auffassung wurden mehrere Vorschriften des GbR-Rechts angeführt, etwa § 714 a.F. BGB und § 718 a.F. BGB, die durch ihre Formulierung nahelegen, dass der Gesetzgeber ausschließlich die Gesellschafter als Rechtssubjekte ansah. Die traditionelle Auffassung argumentierte ebenfalls mit § 736 a.F. der Zivilprozessordnung, nach dem die Vollstreckung in das Gesellschaftsvermögen einen Titel voraussetzt, der sich nicht gegen die Gesellschaft, sondern gegen alle Gesellschafter richtet.

#### Gruppenlehre
Der traditionellen Lehre steht die Gruppenlehre gegenüber, welche die GbR als eigenständigen Rechtsträger ansieht und ihr daher Rechtsfähigkeit zubilligt.
Für die Rechtsfähigkeit der GbR wird zum einen der praktische Gebrauch dieser Rechtsform angeführt: Oft treten Gesellschaften bürgerlichen Rechts im Rechtsverkehr wie eigenständige Rechtsträger auf. Ferner lassen sich die Rechtsfolgen des Gesellschafterwechsels mit der Gruppenlehre besser erklären. Zudem fügt sich die GbR bei Anerkennung ihrer Rechtsfähigkeit schlüssiger in das Konzept der Personengesellschaften ein, da zahlreiche rechtsfähige Gesellschaften auf der GbR aufbauen. Schließlich hat der Gesetzgeber in jüngeren Gesetzgebungsvorhaben die Rechtsfähigkeit der GbR partiell anerkannt, so etwa in § 899a a.F. BGB, § 162 Abs. 1 S. 2 HGB, § 191 Abs. 2 Nr. 1 des Umwandlungsgesetzes und in § 11 Abs. 2 Nr. der Insolvenzordnung. Dass andere Vorschriften gegen die Rechtsfähigkeit der GbR sprechen, beruht nach dieser Ansicht darauf, dass der Gesetzgeber bei der Entwicklung der GbR kein in sich stimmiges Konzept verfolgte, weshalb diese Vorschriften durch Auslegung berichtigt werden müssen.
Der Bundesgerichtshof (BGH) hat die Rechtsfähigkeit der GbR in seiner Weißes-Ross-Entscheidung von 2001 teilweise anerkannt und sich dadurch der Gruppenlehre angeschlossen. Dieses Urteil wurde in späteren Entscheidungen durch den BGH bestätigt. Die Anerkennung der Rechtsfähigkeit bezieht sich allerdings nur auf die GbR, die am Rechtsverkehr teilnimmt, also auf die Außen-GbR. Keine Rechtsfähigkeit besitzt demgegenüber die Innengesellschaft. Diese nimmt nicht am Rechtsverkehr teil und kann daher lediglich schuldrechtliche Bindungen unter den Gesellschaftern begründen. Um Innengesellschaften handelt es sich häufig beispielsweise bei Konsortien, Praxisgemeinschaften, Nutzungsgemeinschaften, Bauherrengemeinschaften und Ehegattengesellschaften.

#### Weitere Entwicklungen
Da der BGH die Rechtsfähigkeit in der Entscheidung Weißes Ross nicht umfassend anerkannt hat, ist in der Rechtswissenschaft umstritten, in welchem Umfang die GbR am Rechtsverkehr teilnehmen kann.
Häufig wurde insbesondere diskutiert, ob die GbR als Eigentümerin eines Grundstücks ins Grundbuch eingetragen werden kann. Vor der Entscheidung Weißes Ross wurden lediglich die Gesellschafter ins Grundbuch eingetragen, da es der GbR nach überwiegender Auffassung an der Grundbuchfähigkeit mangelte: Da anders als bei den Handelsgesellschaften kein Register existierte, in das die GbR mit ihren Gesellschaftern eingetragen wurde, wurde die Eintragung einer GbR ins Grundbuch als zu unbestimmt angesehen. Im Anschluss an die Entscheidung Weißes Ross sprach der BGH Ende 2008 der GbR hingegen Grundbuchfähigkeit zu, sodass sie ohne Nennung ihrer Gesellschafter eingetragen werden durfte. Hierdurch wollte er der GbR die Teilnahme am Grundbuchverkehr erleichtern, da das bisherige Verfahrensrecht die Anerkennung der Rechtsfähigkeit der GbR nicht hinreichend berücksichtigte. Diese Möglichkeit beschränkte der Gesetzgeber allerdings 2009 durch Neufassung von § 47 Abs. 2 der Grundbuchordnung. Hiernach kann die GbR, die selbst nicht im Gesellschaftsregister eingetragen ist, zwar ins Grundbuch eingetragen werden, ihre Gesellschafter müssen jedoch ebenfalls genannt werden.
Eine GbR konnte bis 2024 nicht Verwalterin im Sinne des Wohnungseigentumsgesetzes sein, da die Gesellschafter einer GbR mangels Bestehen eines GbR-Registers nicht in hinreichend rechtssicherer Weise erkennbar waren.
Die GbR ist schließlich erbfähig.

#### Personengesellschaftsrechtsmodernisierungsgesetz 2024
Mit dem Gesetz zur Modernisierung des Personengesellschaftsrechts (MoPeG), das zum 1. Januar 2024 in Kraft trat, wurde die Rechtsfähigkeit der GbR umfangreich ins BGB aufgenommen.(§ 705 Absatz 2, § 713 BGB)
Außerdem kann eine GbR auf Wunsch der Gesellschafter durch das Gesetz nun in ein Gesellschaftsregister eingetragen werden, hernach sie fortan die Kürzung eGbR, für eingetragene Gesellschaft bürgerlichen Rechts, tragen muss. Durch die Eintragung in das Gesellschaftsregister kann eine eGbR Verwalterin im Sinne des Wohnungseigentumsgesetzes sein und auch ohne zusätzliche Nennung der Gesellschafter im Grundbuch eingetragen werden. Es besteht keine Pflicht zur Eintragung, sie ermöglicht aber einer GbR erst den Erwerb registrierter Rechte, wie Grundstücke, oder die Fähigkeit, als Gesellschafterin einer anderen Gesellschaft aufzutreten.

### Parteifähigkeit
Gemäß § 50 Abs. 1 der Zivilprozessordnung (ZPO) ist die Parteifähigkeit an die Rechtsfähigkeit geknüpft. Da die GbR bis zur Entscheidung Weißes Ross nicht als rechtsfähig galt, war sie nicht parteifähig, sodass sich eine Klage gegen eine GbR früher gegen ihre Gesellschafter richten musste. Auf die Anerkennung der Rechtsfähigkeit der GbR folgte jedoch auch ihre Anerkennung als parteifähig, sodass die GbR nunmehr unter ihrem Namen klagen und verklagt werden kann.

## Verhältnis der Gesellschafter zueinander: Das Innenverhältnis der GbR
Das Gesetz knüpft an die Beteiligung an einer GbR einige Rechte und Pflichten für die Gesellschafter. In weiten Teilen stehen diese zur Disposition der Gesellschafter. Diese können daher im Gesellschaftsvertrag gesetzliche Rechte und Pflichten ausschließen, modifizieren oder neue begründen.

### Beitragspflicht
Um den gemeinsamen Gesellschaftszweck zu fördern, müssen die Gesellschafter Beiträge erbringen. Als Beitrag kommt jede Leistung in Frage, durch welche ein Gesellschafter die Erreichung des Gesellschaftszwecks fördern will. Inhalt und Umfang der Beitragspflicht werden durch den Gesellschaftsvertrag bestimmt. Um häufige Beitragsarten handelt es sich bei Geldzahlungen und der Überlassung von Sachen oder Rechten. Ein Beitrag kann aber auch dadurch geleistet werden, dass ein Gesellschafter der GbR seine Arbeitskraft zur Verfügung stellt, indem er etwa ihre Geschäfte führt. Soweit der Vertrag keine Regelung enthält, sind die Gesellschafter gemäß § 709 Abs. 2 BGB im Zweifel zur Leistung gleicher Beiträge verpflichtet. In dieser Regelung kommt der für das Innenverhältnis geltende Gleichbehandlungsgrundsatz zum Ausdruck.
Ein bereits erbrachter Beitrag wird in der Rechtswissenschaft als Einlage bezeichnet. Stellt die Einlage eine Sache dar, kommen für deren Verbleib mehrere Regelungsmöglichkeiten in Frage: Zum einen kann sie in das Vermögen der GbR übergehen, sodass das Eigentum nunmehr der Gesellschaft zusteht. Bis 2023 war das Vermögen der Gesellschaft Gesamthandsvermögen der Gesellschafter (quoad dominium) Der einzelne Gesellschafter kann hiernach nicht mehr über seine Einlage verfügen. Zum anderen kann die Sache der GbR lediglich vorübergehend zum Gebrauch überlassen werden (quoad usum). Schließlich kann der Gesellschafter die Sache lediglich mit ihrem Wert einbringen (quoad sortem). Hierbei bleibt er Eigentümer, verpflichtet sich aber gegenüber den Mitgesellschaftern, die Sache als Bestandteil des Vermögens der GbR zu behandeln.
Das in § 710 BGB enthaltene Mehrbelastungsverbot bestimmt, dass die Gesellschafter nicht dazu verpflichtet sind, ihre Beiträge nachträglich zu erhöhen oder ihre Einlagen zu ergänzen, wenn die GbR Verlust macht. Hierdurch soll gewährleistet werden, dass der Gesellschafter bei Vertragsschluss beurteilen kann, in welchem Umfang er Beiträge erbringen muss. Den Gesellschaftern steht es allerdings offen, die Beitragspflicht durch Änderung des Gesellschaftsvertrags nachträglich zu ändern. Weiterhin können sie im Gesellschaftsvertrag eine Nachschusspflicht vereinbaren oder den Betrag der geschuldeten Beitragsleistungen von hinreichend präzisen Variablen abhängig machen.
Das allgemeine Leistungsstörungsrecht findet auf Beitragsleistungen nur insoweit Anwendung, wie es sachgerecht auf das Gesellschaftsrecht übertragbar ist. So kann beispielsweise ein Gesellschafter seine Leistung grundsätzlich nicht nach § 320 BGB verweigern, weil ein anderer Gesellschafter seiner Beitragspflicht nicht nachkommt. Andernfalls würde die Förderung des Gesellschaftszwecks gefährdet, da jeder Gesellschafter seine Leistung wegen des pflichtwidrigen Handelns anderer Gesellschafter verweigern dürfte. Auch kann § 320 BGB seine Funktion als Druckmittel gegen den nicht Leistenden aufgrund der Vielzahl an Beteiligten regelmäßig nicht erfüllen. Etwas anderes gilt bei Gesellschaften mit lediglich zwei Mitgliedern, da sich § 320 BGB bei diesen dazu eignet, Druck auf den jeweils anderen Gesellschafter auszuüben. Das Rücktrittsrecht wird durch das Kündigungsrecht verdrängt.

### Geschäftsführung
Gemäß § 715 Abs. 1 BGB führen die Gesellschafter die Geschäfte ihrer GbR gemeinsam. Dieses Prinzip der Gesamtgeschäftsführung steht zur Disposition der Gesellschafter. So kann die Geschäftsführung etwa auf einzelne Gesellschafter unter Ausschluss der übrigen übertragen oder jedem Gesellschafter einzeln eingeräumt (§ 708 BGB) werden. Im letztgenannten Fall der Einzelgeschäftsführung dürfen die Gesellschafter den Entscheidungen ihrer Mitgesellschafter widersprechen (§ 715 Abs. 4 BGB). Handelt ein Gesellschafter trotz eines Widerspruchs, kann er sich gegenüber seinen Mitgesellschaftern schadensersatzpflichtig machen; die Wirksamkeit seiner Handlung wird zum Schutz des Rechtsverkehrs durch den Widerspruch nach überwiegender Auffassung indessen nicht berührt.
Die Geschäftsführungsbefugnis berechtigt grundsätzlich umfassend zur Führung aller Geschäftsangelegenheiten. Sie gibt allerdings kein Recht zur Vornahme von Geschäften, welche die strukturellen Grundlagen der Gesellschaft betreffen oder eine Änderung des Gesellschaftsvertrags erfordern. Hierzu zählt etwa die Aufnahme eines neuen Gesellschafters. Auch kann sie in ihrem Umfang beschränkt werden, etwa durch Anordnung eines Zustimmungsvorbehalts für wirtschaftlich besonders bedeutende Geschäfte. Rechte und Pflichten der Gesellschafter werden im Übrigen durch den Gesellschaftsvertrag bestimmt; im Übrigen greift § 716.
Die Geschäftsführungsbefugnis kann gemäß § 715 Abs. 5 BGB durch Beschluss der Gesellschafter aus wichtigem Grund entzogen werden. Um einen solchen handelt es sich etwa beim Auftreten finanzieller Unregelmäßigkeiten. Gemäß § 715 Abs. 6 BGB darf auch der geschäftsführende Gesellschafter die Geschäftsführungsbefugnis aus wichtigem Grund niederlegen.

### Mitwirkung an der Beschlussfassung
Die GbR bildet ihren Willen durch Beschlussfassung ihrer Mitglieder. Beschlüsse sind in Geschäftsführungsangelegenheiten erforderlich, sofern diese durch mehrere ausgeübt wird. Notwendig sind sie ferner bei Änderungen des Gesellschaftsvertrags und bei Geschäften, welche die Grundlagen der Gesellschaft betreffen.
Gemäß § 715 Abs. 3 BGB werden Beschlüsse grundsätzlich nach dem Einstimmigkeitsprinzip gefasst, damit jeder Gesellschafter das Handeln der Gesellschaft beeinflussen kann. Vereinbaren die Gesellschafter hiervon abweichend eine mehrheitliche Beschlussfassung, beurteilt sich der Wert der einzelnen Stimme gemäß § 709 Abs. 3 BGB nach den Beteiligungsverhältnissen.
Vereinbaren die Gesellschafter, dass Entscheidungen bereits mit einer Mehrheit der Gesellschafter geschlossen werden können, besteht die Gefahr, dass dies Minderheiten innerhalb der GbR benachteiligt. Um deren Interessen zu schützen, begrenzte die Rechtsprechung die Gestaltungsfreiheit im Gesellschaftsvertrag über einen langen Zeitraum hinweg durch den Bestimmtheitsgrundsatz und die Kernbereichslehre. Der Bestimmtheitsgrundsatz besagt, dass der Gesellschaftsvertrag präzise bestimmen muss, in welchen Angelegenheiten Mehrheitsbeschlüsse möglich sein sollen. Diesen Grundsatz gab die Rechtsprechung in einem Urteil von 2014 zugunsten der flexibleren allgemeinen Vertragsauslegung auf. Nach der weiterhin angewandten Kernbereichslehre besteht ein Kern an Gesellschafterrechten, der nicht durch Mehrheitsbeschlüsse verkürzt werden darf. Hierzu zählen etwa die Vermögensrechte.
Das in § 711a S. 1 BGB enthaltene Abspaltungsverbot bestimmt, dass ein Gesellschafter sein Stimmrecht sowie andere Rechte betreffend die Verwaltung der GbR nicht losgelöst von seiner Gesellschafterstellung übertragen darf. Dies dient dem Schutz der Mitgesellschafter vor fremder Einmischung in die Verwaltung der GbR sowie dem Schutz des Mitgliedschaftsrechts.

### Kontrollrecht
Gemäß § 717 Abs. 1 Satz 1 & 2 BGB hat der Gesellschafter das Recht, sich über die Geschäftsführung zu informieren. Hierzu darf er Geschäftsbücher und Papiere der GbR einsehen. Genügt dies nicht zur Information des Gesellschafters, kann er darüber hinaus von der Gesellschaft Auskunft verlangen.
Der Anspruch aus § 717 Abs. 1 Satz 1 & 2 BGB kann durch den Gesellschaftsvertrag beschränkt werden. Eine solche Beschränkung entfaltet gemäß § 717 Abs. 1 Satz 3 BGB jedoch keine Wirkung, wenn der Gesellschafter einen begründeten Verdacht auf unregelmäßige Geschäftsführung hat.

### Haftung für Pflichtverletzungen
Verletzt ein Gesellschafter eine Leistungs- oder eine Rücksichtnahmepflicht aus dem Gesellschaftsvertrag und verursacht hierdurch einen Schaden, muss er diesen ersetzen, soweit er die Pflichtverletzung zu vertreten hat. Grundsätzlich haften Vertragsparteien einander gemäß § 276 BGB für Vorsatz und Fahrlässigkeit. Der § 708 a.F. BGB beschränkte die Haftung des Gesellschafters in Bezug auf seine Pflichten aus dem Gesellschaftsvertrag auf die für ihn gewöhnliche Sorgfalt. Dies befreite den Gesellschafter allerdings gemäß § 277 BGB nicht von seiner Haftung für grobe Fahrlässigkeit. Seit 1. Januar 2024 kann auf diesen Haftungsmaßstab nicht mehr zurückgegriffen werden. Der allgemeine Maßstab des § 276 BGB ist nun anzuwenden.
Der Gesetzgeber schuf die Privilegierung des Gesellschafters wegen des engen Verhältnisses unter den Gesellschaftern. Dieser Zweck geht allerdings bei der Publikumsgesellschaft ins Leere. Daher hat die Rechtsprechung § 708 a.F. BGB auf diese schon vor dem MoPeG nicht angewandt. Eine weitere Ausnahme machte die Rechtsprechung für die Teilnahme am Straßenverkehr, da dort kein Raum für Haftungsprivilegierungen sei.

### Treuepflicht
Voraussetzung für eine fruchtbare Zusammenarbeit der Gesellschafter in der GbR ist ein gegenseitiges Vertrauens- und Treueverhältnis. Daher sind die Gesellschafter im Verhältnis zueinander und gegenüber der Gesellschaft zu besonderer Rücksichtnahme verpflichtet. Über die dogmatische Herleitung dieser Treuepflicht besteht in der Rechtswissenschaft Streit: Nach teilweise vertretener Ansicht handelt es sich um eine Ausprägung des allgemeinen Gebots von Treu und Glauben (§ 242 BGB) dar, das in seinem Umfang über diese Norm hinausgeht. Nach anderer Ansicht folgt die Treuepflicht unmittelbar aus dem Gesellschaftsvertrag. Einigkeit besteht allerdings über die Funktion der Treuepflicht: Sie verpflichtet die Gesellschafter umfassend zum Schutz und zur Förderung der Interessen der Gesellschaft. Auch müssen sie die Interessen ihrer Mitgesellschafter bei ihrem Handeln angemessen würdigen.
Aus der Treuepflicht können sich für den Gesellschafter je nach Interessenlage Handlungs- und Unterlassungspflichten ergeben, deren Verletzung eine Haftung auf Schadensersatz begründen kann. Die treuwidrige Ausübung eines Gesellschafterrechts, etwa das Einlegen eines Widerspruchs nach § 715 Abs. 4 BGB, kann zudem unwirksam sein.
Welchen Umfang die Treuepflicht im Einzelfall hat, lässt sich maßgeblich danach beurteilen, in wessen Interesse ein Recht besteht: Übt ein Gesellschafter ein uneigennütziges Gesellschafterrecht aus, etwa die Geschäftsführungsbefugnis, muss er sein Handeln am Interesse der Gesellschaft ausrichten. Bei der Ausübung eines eigennützigen Rechts, etwa dem Recht zur Kündigung der GbR, kann der Gesellschafter hingegen sein Interesse über das der Gesellschaft stellen. Die Treuepflicht begrenzt hierbei lediglich den Umfang der Rechtsausübung und verbietet willkürliches oder rücksichtsloses Handeln.
Die Treuepflicht wirkt auch im Verhältnis zu Dritten. So begründet sie etwa Wettbewerbsverbote und Verschwiegenheitspflichten für die Gesellschafter. Auch müssen diese sich bietende Geschäftschancen zunächst für die Gesellschaft und nicht für sich selbst ergreifen.

### Gewinnanspruch
Der Gesellschafter hat einen Anspruch auf Beteiligung am Gewinn der GbR aus dem Gesellschaftsvertrag. Inhalt und Durchsetzung dieses Anspruchs werden vorrangig durch den Gesellschaftsvertrag bestimmt. Soweit dieser keine entsprechenden Regelungen enthält, kommen die Vorschriften des GbR-Rechts zur Anwendung.
Gemäß § 718 BGB erfolgt die Verteilung von Gewinn und Verlust grundsätzlich mit Abschluss eines Geschäftsjahrs. Bei Legenheitsgesellschaften kommt es hierzu erst bei Auflösung der Gesellschaft. Die Anteile der Gesellschafter an einem Gewinn oder Verlust richten sich gemäß § 709 Abs. 3 BGB nach dem Beteiligungsverhältnis.

### Rechnungslegung
Die Rechnungslegungs- und Buchführungsvorschriften der GbR ergeben sich unter anderem aus handelsrechtlichen (beispielsweise dem Publizitätsgesetz) und steuerrechtlichen (beispielsweise dem Umsatzsteuergesetz) Vorschriften. Die spezifischen Rechnungslegungsvorschriften des HGB kommen bei der GbR nicht zur Anwendung, da sie sowohl im Falle einer faktischen kaufmännischen Tätigkeit als auch im Falle einer Eintragung in das Handelsregister ihre Eigenschaft als GbR verliert und als OHG zu qualifizieren ist. Es steht einer GbR jedoch frei, freiwillig kaufmännische Bücher zu führen und gegebenenfalls eine Bilanz aufzustellen.

### Actio pro socio
Bei der actio pro socio handelt es sich um ein Instrument, mit dem Ansprüche der Gesellschaft gegen einen Gesellschafter (Sozialansprüche) geltend gemacht werden können.
Grundsätzlich zählt die Durchsetzung von Gesellschaftsansprüchen zur Geschäftsführung, sodass dies in die Zuständigkeit der geschäftsführungsbefugten Gesellschafter fällt. Mit der actio pro socio können auch solche Gesellschafter Ansprüche der Gesellschaft geltend machen, die nicht geschäftsführungsbefugt sind. Hierbei handelt es sich nach überwiegender Auffassung um eine gesetzliche Prozessstandschaft für die GbR. Sie dient dem Minderheitenschutz: Macht ein geschäftsführungsbefugter Gesellschafter einen Sozialanspruch trotz Aufforderung pflichtwidrig nicht geltend, können die Mitgesellschafter den Anspruch einklagen.
Mit der Einführung des MoPeG wurde die Gesellschafterklage im § 715b BGB erstmals eindeutig normiert.

## Teilnahme der Gesellschaft am Rechtsverkehr: Das Außenverhältnis der GbR
Die GbR kann die Namen aller Gesellschafter mit einem die GbR andeutenden Zusatz führen; eine Pflicht hierzu besteht indessen nicht. Mit der Eintragung im Gesellschaftsregister ist die GbR jedoch gemäß § 707a Abs. 2 BGB verpflichtet, den Namenszusatz „eingetragene Gesellschaft bürgerlichen Rechts“ oder „eGbR“ zu führen. Sie führt keine Firma im Sinne des Handelsgesetzbuches, da diese gemäß § 17 Abs. 1 HGB den Kaufleuten beziehungsweise Handelsgesellschaften vorbehalten ist.

### Stellvertretung
Als Gesellschaft erlangt eine GbR erst durch ihre Stellvertreter die Möglichkeit, rechtserhebliche Handlungen vorzunehmen. Die Stellvertretung setzt gemäß § 164 Abs. 1 S. 1 BGB voraus, dass eine Person eine eigene Willenserklärung im Namen der GbR mit Vertretungsmacht abgibt.
Die Vertretungsmacht ergibt sich aus § 720 BGB. Nach dem gesetzlichen Leitbild der GbR sind die Gesellschafter nur gemeinsam zur Vertretung befugt. Sie können allerdings abweichende Vereinbarungen treffen, etwa Einzelvertretungsmacht.
Bei der Disposition über die Vertretungsbefugnis müssen die Gesellschafter das Prinzip der Selbstorganschaft berücksichtigen, das dem Stellvertretungsrecht der Personengesellschaften zu Grunde liegt. Dieses verbietet es, die Vertretungsbefugnis vollständig auf Personen zu übertragen, die keine Gesellschafter sind. Den Gesellschaftern soll hinreichende Entscheidungsgewalt verbleiben, da sie für das Handeln der GbR umfassend haften.
Einem Gesellschafter kann die Vertretungsbefugnis gemäß § 720 Absatz 4 BGB aus wichtigem Grund durch Beschluss der anderen Gesellschafter entzogen werden.

### Verschuldenszurechnung
Einer GbR wird das Verschulden ihrer Organe in analoger Anwendung des § 31 BGB zugerechnet. Dies gilt sowohl im vertraglichen als auch im außervertraglichen Bereich. Verletzt daher beispielsweise ein Gesellschafter im Rahmen seiner Tätigkeit für die GbR Rechtsgüter eines Dritten, haftet die GbR hierfür wegen eigenen Verschuldens auf Schadensersatz. Die Analogie zu § 31 BGB stützt sich darauf, dass in der Norm ein allgemeines Prinzip des Gesellschaftsrechts erblickt wird. Nach einer abweichenden Auffassung erfolgt die Zurechnung über § 278 BGB.

### Akzessorische Haftung der Gesellschafter
Die Gesellschafter einer Außen-GbR haften für Verbindlichkeiten der Gesellschaft gegenüber Dritten unbeschränkt, akzessorisch, primär, unmittelbar und gesamtschuldnerisch mit ihrem Privatvermögen.
Die Herleitung der Gesellschafterhaftung war bis zur Einführung des MoPeG in der Rechtswissenschaft strittig. Nach der früher vorherrschenden Doppelverpflichtungslehre ergibt sie sich daraus, dass der Gesellschafter, der eine Verbindlichkeit begründet, hierbei alle Mitgesellschafter vertritt und dadurch auch mitverpflichtet. Mittlerweile wird die Doppelverpflichtungslehre kaum mehr vertreten, da es bei ihrer konsequenten Anwendung möglich wäre, dass die Gesellschafter ihre Haftung einseitig beschränken. So könnte eine Gesellschaft bürgerlichen Rechts mit beschränkter Haftung (GbRmbH) entstehen. Dies widerspräche einem Grundprinzip der Personengesellschaft: der persönlichen Haftung ihrer Gesellschafter. Mittlerweile hat sich die Akzessorietätstheorie durchgesetzt, wonach die Gesellschafterhaftung aus einer analogen Anwendung des § 128 S. 1 HGB folgt, wonach OHG-Gesellschafter für Verbindlichkeiten ihrer OHG haften. Auch der BGH folgte dieser Ansicht ausdrücklich in der Entscheidung Weißes Ross. Ebenfalls analoge Anwendung findet § 129 HGB, der dem Gesellschafter die Möglichkeit eröffnet, sich gegenüber der eigenen Inanspruchnahme auf Gestaltungsrechte und Einwendungen der Gesellschaft zu berufen.
Seit 1. Januar 2024 ist die persönliche Haftung der Gesellschafter in § 721 BGB explizit geregt.
Wird ein Gesellschafter von einem Gläubiger der GbR in Anspruch genommen, hat er gegen die Gesellschaft einen Ausgleichsanspruch aus § 716 Absatz 1 BGB.
Die Gesellschafter können ihre Haftung gemäß § 721 Satz 2 BGB nicht durch Vereinbarung im Gesellschaftsvertrag beschränken. Eine Ausnahme macht die Rechtsprechung für vor 2001 gegründeten Immobilienfonds und Bauherrengemeinschaften. Diesen gestattet es der BGH aus Gründen des Vertrauensschutzes, sich auf Haftungsbeschränkungen zu berufen, die sie vor der Rechtsprechungsänderung des BGH am 29. Januar 2001 mittels AGB oder Namenszusatz begründet hatten. Im Übrigen kann die Gesellschafterhaftung nur durch Vereinbarung der Gesellschaft mit ihren Gläubigern verkürzt werden. Bei Fonds darf dies sogar im Rahmen von AGB geschehen. Im Mandantenvertrag ist eine Beschränkung der Haftung auf die Haftpflicht-Versicherungssumme zulässig; dies ist beispielsweise bei Steuerberatern üblich. Zu beachten ist hierbei aber § 51a der Bundesrechtsanwaltsordnung.
§ 721 Satz 2 BGB besitzt keine Geltung für die Innengesellschaft, da diese nach außen nicht als GbR in Erscheinung tritt und ihr die Rechtsfähigkeit fehlt. Daher haftet bei ihr lediglich der handelnde Gesellschafter.

### Verbrauchereigenschaft
In der Rechtswissenschaft umstritten ist, ob eine GbR Verbraucherin im Sinne des § 13 BGB sein kann. Dies ist für die Anwendbarkeit verbraucherschützender Vorschriften auf die GbR von Bedeutung. Gemäß § 13 BGB handelt es sich bei einem Verbraucher um eine natürliche Person, die ein Rechtsgeschäft zu Zwecken abschließt, die überwiegend weder ihrer gewerblichen noch ihrer selbständigen beruflichen Tätigkeit zugerechnet werden können.
Da der Wortlaut des § 13 BGB die Verbrauchereigenschaft auf natürliche Personen beschränkt, gehen einige Stimmen davon aus, dass eine GbR nicht Verbraucherin sein könne. Die Rechtsprechung hält es demgegenüber für grundsätzlich möglich, dass eine GbR Verbraucherin sein kann. Zwar spricht § 13 BGB diese Eigenschaft lediglich natürlichen Personen zu, allerdings diene diese Formulierung allein dem Ausschluss juristischer Personen. Wenn die GbR nur der gesellschaftsrechtliche Zusammenschluss mehrerer natürlicher Personen ist, so dringe die Verbrauchereigenschaft auf diese durch. Ausgeschlossen sei die Verbrauchereigenschaft demgegenüber, wenn die GbR eine gewerbliche oder selbständige Tätigkeit ausübt oder wenn es sich bei einem Gesellschafter um eine juristische Person handelt.

## Stellung im Gewerberecht
Inhaltlich kommt bei einer GbR das Gewerberecht nicht zur Anwendung, da die „personelle Zusammensetzung der Gesellschaft zu flüchtig“ ist. GbR stützen sich damit als rechtliches Konstrukt stets auf das bürgerliche Recht.
Im Falle einer Gewerbemeldung nach § 14 Gewerbeordnung (GewO) muss jeder geschäftsführende Gesellschafter eine solche einreichen, jedoch nicht die GbR selbst, da sie nicht über eine eigene Rechtspersönlichkeit verfügt. Der Eintritt eines Gesellschafters wird stets als Beginn eines Gewerbes klassifiziert und ist mit der Pflicht zur Gewerbeanmeldung verbunden. Eine Ausnahme bilden lediglich GbR, die in die Handwerksrolle eingetragen sind. Hier tritt bei einer Gewerbemeldung auch die GbR selbst als handelnde Person auf, nicht jedoch die einzelnen Gesellschafter. Demnach muss in diesen Fällen auch nur die Gesellschaft als Ganzes eine Gewerbemeldung einreichen.

## Beendigung der GbR
Wollen die Gesellschafter ihre GbR beenden, müssen sie diese auflösen und abwickeln.

### Auflösung
Wird eine GbR aufgelöst, bleibt sie als Rechtsträger bestehen. Allerdings ändert sich ihr Gesellschaftszweck: Fortan dient die GbR allein dazu, ihre Entfernung aus dem Rechtsverkehr vorzubereiten.
Die Auflösung setzt das Vorliegen eines Auflösungsgrunds voraus. Ein solcher kann sich aus Gesetz oder Vertrag ergeben.

#### Zeitablauf
Ist die Gesellschaft auf Zeit eingegangen, wird sie automatisch aufgelöst, wenn die vereinbarte Zeit abgelaufen ist (§ 729 Abs. 1 Nr. 1 BGB).

#### Kündigung
Gemäß § 729 Abs. 1 Nr. 3; § 731 BGB kann die Gesellschaft aus wichtigem Grund aufgekündigt werden. Dadurch wird diese aufgelöst.
Weiterhin führt die Kündigung der Mitgliedschaft durch einen Gesellschafter zur Auflösung, sofern der Gesellschaftsvertrag dies für diesen Fall vorsieht (§ 723 Abs. 1 Nr. 2; § 725; § 729 Abs. 4 BGB).
Weiterhin wird die Gesellschaft gemäß § 729 Abs. 2 BGB durch Erreichen oder Unmöglichwerden des Gesellschaftszwecks aufgelöst. Von Bedeutung ist dieser Auflösungsgrund etwa bei Gesellschaften, die für einzelne Vorhaben gebildet werden.

#### Tod
Gemäß § 723 Abs. 1 Nr. 1; § 729 Abs. 4 BGB führt der Tod eines Gesellschafters zur Auflösung der Gesellschaft, sofern der Gesellschaftsvertrag dies vorsieht.

#### Insolvenz
Gemäß § 729 Abs. 1 Nr. 2 BGB hat auch die Insolvenz der Gesellschaft die Auflösung zur Folge. Hierdurch erlangt der Insolvenzverwalter die Verwaltungs- und Verfügungsbefugnis nach § 80 InsO.

#### Weitere Auflösungsgründe
Falls die Gesellschaft alle bis auf einen Gesellschafter verliert, erlischt die Gesellschaft ohne Liquidation (§ 712a Abs. 1 Satz 1 BGB). Da eine Personengesellschaft aber aus mindestens zwei Gesellschaftern bestehen muss, hat das Unterschreiten dieser Mindestzahl automatisch die Auflösung der Gesellschaft zur Folge. Das Vermögen der Gesellschaft geht auf den letzten verbleibenden Gesellschafter über (§ 712a Abs. 1 Satz 2 BGB).
Schließlich können die Gesellschafter weitere Auflösungsgründe in ihrem Gesellschaftsvertrag vereinbaren (§ 729 Abs. 4 BGB) und ihre Gesellschaft jederzeit durch grundsätzlich einstimmigen Gesellschafterbeschluss auflösen (§ 729 Abs. 1 Nr. 4 BGB).

### Liquidation
Nach der Auflösung kommt es gemäß § 735 Abs. 1 BGB zur Liquidation der Gesellschaft. Die Liquidation dient dazu, die Gesellschaft aus dem Rechtsverkehr zu entfernen.
Das Abwicklungsverfahren wird vorrangig durch den Gesellschaftsvertrag bestimmt (§ 735 Abs. 2 BGB). Soweit dieser keine entsprechenden Regelungen enthält, kommt das gesetzlich vorgesehene Verfahren zur Anwendung. Hiernach werden zu Beginn jedem Gesellschafter die Gegenstände zurückgegeben, die er der GbR zur Nutzung überlassen hat. Im Anschluss werden gemäß § 736d Abs. 4 BGB die Gesellschaftsgläubiger befriedigt und den Gesellschaftern ihre Einlagen zurückerstattet (§ 736d Abs. 5 Satz 1 BGB). Hierzu verwertet die GbR ihr Vermögen (§ 736d Abs. 2 BGB). Sofern hiernach noch Vermögen verbleibt, wird dieses gemäß § 736d Abs. 6 BGB den Gesellschaftern ausgezahlt; die Höhe des Anspruchs jedes Gesellschafters bemisst sich nach dessen Anteil am Gesellschaftsgewinn. Genügt das Gesellschaftsvermögen demgegenüber nicht zur Erfüllung der Gesellschaftsverbindlichkeiten, verpflichtet § 737 BGB sie dazu, dieses Defizit auszugleichen.

## Gesellschafterwechsel

### Aufnahme
Die Aufnahme eines neuen Gesellschafters erfolgt durch Abschluss eines Aufnahmevertrags zwischen den bisherigen Gesellschaftern und dem Eintretenden. Durch den Eintritt mindern sich die Anteile der anderen Gesellschafter im Umfang des dem neuen Gesellschafter zuwachsenden Anteils (§ 712 Abs. 2 BGB).
Der eintretende Gesellschafter haftet für Altverbindlichkeiten der GbR nach § 721a BGB. Eine hiervon abweichende Vereinbarungen unter den Gesellschaftern gegenüber Dritten ist unwirksam.

### Ausscheiden
Der gesetzliche Regelfall nach § 723 BGB ist, dass Tod, Insolvenz oder Kündigung eines Gesellschafters nicht zur Auflösung der GbR führen, sondern lediglich der betroffene Gesellschafter aus der GbR ausscheidet. Dies schützt den Fortbestand ihrer GbR.

#### Anwachsung und Ansprüche des Ausscheidenden
Scheidet ein Gesellschafter aus einer Personengesellschaft aus, wächst sein Anteil am Gesellschaftsvermögen gemäß § 712 Abs. 1 S. 1 BGB den übrigen Gesellschaftern an. Im Gegenzug sind diese verpflichtet, ihn von den gemeinschaftlichen Schulden zu befreien und ihm die Gegenstände zurückzugeben, die er der Gesellschaft zum Gebrauch überlassen hat. Zwecks Kompensation des Verlusts seines Gesellschaftsanteils hat der Ausscheidende weiterhin einen Anspruch auf Zahlung einer Abfindung (§ 728 BGB). Hierbei handelt es sich um den Betrag, der ihm im Falle der Auflösung der Gesellschaft zugestanden hätte. Er wird unter Zugrundelegung des Werts berechnet, den die Gesellschaft bei ihrer Fortführung hätte. Dieser Wert wird nach der Ertragswertmethode ermittelt. Zur Berechnung dieses als Abfindungsguthaben bezeichneten Betrags erstellen die Gesellschafter eine Abschichtungsbilanz. Im Guthaben gehen die Ansprüche auf Erstattung der geleisteten Einlagen und Auskehrung des erwirtschafteten Überschusses auf. Bei der Regelung über das Abfindungsguthaben handelt es sich um dispositives Recht; gesellschaftsvertragliche Vereinbarungen gehen der gesetzlichen Regelung also vor.
Die von den Abwicklern aufzustellende Bilanz ist Grundlage der abschließenden Auseinandersetzung und bildet das Ende der Abwicklung. Die Anforderungen an die Schlussabrechnung bestimmen sich allein an den konkreten Erfordernissen. Mit Feststellung der Schlussabrechnung durch die Gesellschafter wird ein Anspruch auf das Auseinandersetzungsguthaben eines Gesellschafters fällig. Entstanden ist der Anspruch bereits mit Auflösung und ist als künftiger Anspruch bereits mit Beginn der Mitgliedschaft abtretbar und aufrechenbar. Der Anspruch auf das Auseinandersetzungsguthaben richtet sich gegen die GbR und ist aus dem verbleibenden Vermögen zu befriedigen. Mangels Vermögen der GbR oder in einer Zweipersonen-GbR kann er auch unmittelbar gegen ausgleichspflichtige Mitgesellschafter durchgesetzt werden. Beendigt ist die GbR, wenn sie kein Vermögen mehr hat. Hat sich später weiteres Vermögen herausgestellt, haben die Gesellschafter eine weitere Auseinandersetzung vorzunehmen.
Genügt das Vermögen der GbR nicht, um die Verbindlichkeiten der GbR und die Einlagen zu decken, trifft den Ausscheidenden gemäß § 728a BGB die Pflicht, für seinen Anteil am Verlust der GbR aufzukommen.

#### Nachhaftung des ausscheidenden Gesellschafters
Der ausscheidende Gesellschafter haftet nach § 728b BGB für Verbindlichkeiten der GbR fort. Diese Nachhaftung ist allerdings auf grundsätzlich fünf Jahre begrenzt.

#### Ausschluss eines Gesellschafters
Die Gesellschafter können einen Mitgesellschafter gemäß § 727 BGB aus der GbR ausschließen. Das setzt voraus, dass in dessen Person ein wichtiger Grund vorliegt.
Die Gesellschafter können zudem vertraglich festlegen, in welchen Fällen ein Gesellschafter ausgeschlossen werden darf. Hierbei dürfen sie nach vorherrschender Auffassung jedoch grundsätzlich nicht gänzlich auf das Erfordernis eines wichtigen Grunds verzichten, da die Ausschlussmöglichkeit ansonsten als unzulässiges Druckmittel genutzt werden könnte. Ein entsprechendes Ausschlussrecht kann daher wegen Sittenwidrigkeit nach § 138 Abs. 1 BGB unwirksam sein.
Bei einer Gesellschaft mit lediglich zwei Gesellschaftern stellt sich das Problem, dass der Ausschluss eines Gesellschafters die Auflösung der Gesellschaft zur Folge hätte, da er das Unterschreiten der notwendigen Mitgliederzahl von zwei zur Folge hat. Gemäß § 727 Satz 3 BGB ist auch in diesem Fall die Ausschließung möglich.